# 小燕尾

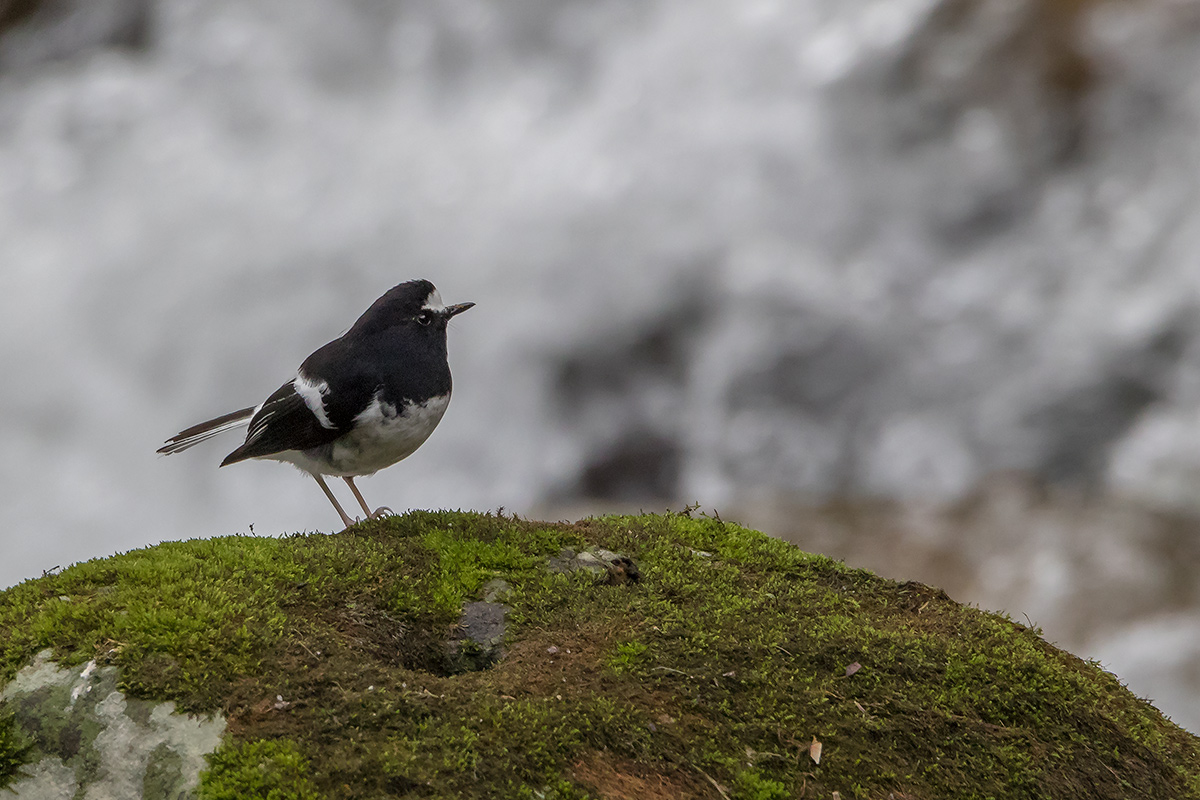
小剪尾, 印度錫金

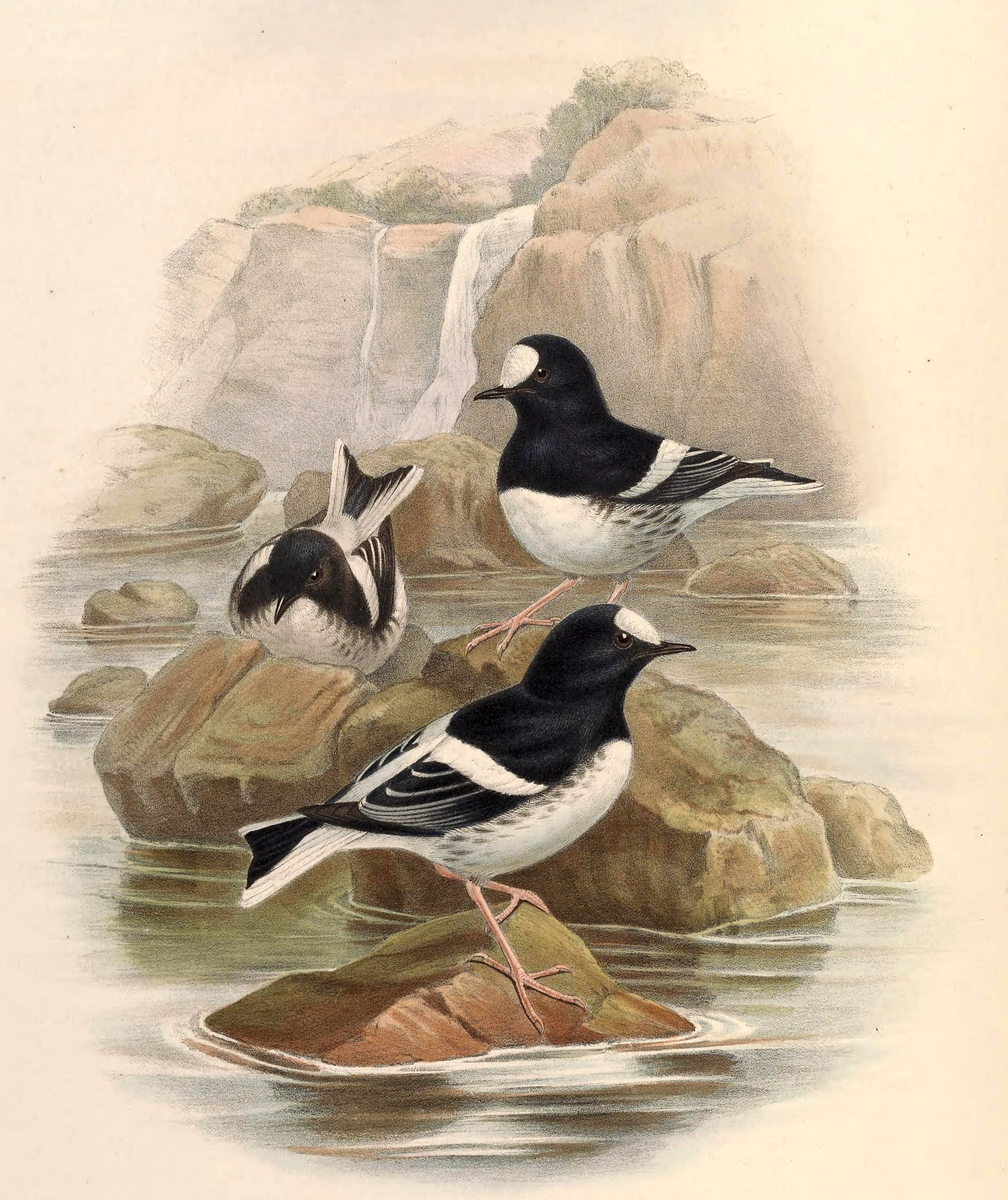

小燕尾（学名：Enicurus scouleri）又名小燕尾， 臺灣話稱烏白噹仔，为鶲科燕尾属的鸟类，俗名小剪尾、点水鸦雀。其學名紀念格拉斯哥的約翰·斯考勒醫生。

## 描述
雌雄羽色相似，為黑白相間的羽毛。上半身為黑色，額頭為白色；翅膀上有一道白色的帶狀羽毛延伸至下背部，小小的黑色尾部有些許分叉，外側尾羽有白色；喉部為黑色，腹部為白色。

## 分布與棲地
主要分布於天山、喜馬拉雅山脈、中國南部及台灣。包括前苏联、阿富汗、巴基斯坦、印度、台湾、尼泊尔、缅甸、越南以及中国大陆的甘肃、陕西、向南达长江以南地区、西抵四川、云南、西藏。该物种的模式产地在喜马拉雅山脉地区。
其天然棲地包括亞熱帶或熱帶濕潤低地森林以及亞熱帶或熱帶濕潤山地森林，主要生活于山涧溪流边以及河边的岩石上、瀑布以及陰涼的森林水池，繁殖範圍介於海拔1200-3700米之間。

## 行為
牠們通常單獨行動或成對出現，活躍地在覆滿苔蘚的濕滑岩石上覓食。其食物主要為水生昆蟲，並會潛入水中追捕獵物。牠們經常不停地搖擺尾巴，偶爾會短距離飛行。一般情況下牠們很安靜，僅會偶爾發出尖銳的「TZitTzit」聲音。